# Humberto Mata Espinel
Humberto Mata Espinel (Guayaquil, 1967/1968) é um ativista e político equatoriano. Atualmente, é gerente da Fundação VIHDA, organização que se centra no trabalho a favor de mulheres e meninos com HIV.

## Biografia
Estudou seus primeiros anos no ensino secundário no Colégio Salesiano Cristóbal Colón, depois foi estudar nos Estados Unidos. Realizou seus estudos superiores na Universidade de Harvard, onde cursou a graduação de Ciências Políticas. Posteriormente realizou um mestrado em Administração de empresas na Universidade de Pensylvania.

### Carreira política
Iniciou-se na política em 1994 como parte de um grupo de jovens da partido Concentração de Forças Populares, liderados pelo ex-deputado Rodolfo Baquerizo Nazur.
Em 1997, formou o Movimento Força Equador. Com este participou nas eleições regionais de 2000 como candidato à prefeitura de Guayas, mas perdeu para o político conservador Nicolás Lapentti Carrión.  Entre suas propostas centrais de campanha estava a de incrementar a autonomia da província de Guayas. Nas eleições presidenciais de 2002 apoiou junto a seu movimento a candidatura do socialista León Roldós Aguilera.
Para as eleições regionais de 2004 apresentou-se por segunda vez como candidato à prefeitura de Guayas, mas voltou a ficar em segundo lugar ante Lapentti. Também participou infrutiferamente como candidato à Assembleia Constituinte de 2007, onde se posicionou na contramão das políticas do presidente Rafael Correia.
Depois destas participações eleitorais, decidiu abandonar a vida política.

### Vida pessoal
Anos dantes de anunciar publicamente que era homossexual, teve um relacionamento com a bailarina e apresentadora de televisão Carla Salga.
No início de abril de 2011, anunciou seu casamento na Argentina com o ativista Maximiliano Novoa, convertendo-se na primeira figura pública equatoriana a ter matrimônio com uma pessoa do mesmo sexo. A atriz e apresentadora de notícias Érika Vélez afirmou posteriormente que Mata e Novoa tinham cinco anos de relação quando se casaram.
Posterior ao momento que se afirmou como membro da comunidade LGBTQia+, disse que tinha ocultado sua orientação sexual durante seu tempo como político para evitar que o tema fosse usado para o atacar a ele ou a sua família.